# Ruch Społeczno-Republikański
Ruch Społeczno-Republikański (hiszp. Movimiento Social Republicano, MSR) – hiszpańska, nacjonalistyczna partia polityczna. Głosi hasła narodowej rewolucji i socjalizmu. Jej hasłem jest: Hiszpania-Republika-Socjalizm (hiszp. España, República y Socialización). Sprzeciwia się imigracji i wielokulturowości. W kwestii obyczajowej jest to partia konserwatywna, a w społecznej - socjalistyczna.
W wyborach w 2008 utworzyła komitet España 2000 uzyskując słabe poparcie 0,03%, w wyborach w 2011 0,04%.
W wyborach do PE w 2009 uzyskała 0,04% głosów, w 2014 – 0,05%.
W wyborach lokalnych w 2011 np. w Alcalá de Henares lista "España 2000" uzyskała 5,18% głosów i jeden mandat.